# Vanniovo království
Vanniovo království (latinsky regnum Vannianum) byla první politická jednotka založená na území mezi řekami Marus a Cusus (Moravou a Váhem), založena římským konzulem Drusem na počátku 1. století n. l. někdy mezi lety 19 až 21 (zdroje se liší). Základ tvořilo území germánských vládců Marobuda a Katwaldy. Jako klientský stát podléhal Římskému impériu, pod jehož byl ochranou.
V čele státu stál Vannius z Tudrova rodu. Systematicky budoval centra na hranicích, kontroloval důležitou Jantarovou stezku, vybíral poplatky a daně. Cornelius Tacitus píše, že Vannius byl „známý a oblíbený u svých krajanů“, ale během dlouhé vlády se změnil v tyrana svého lidu a nepřítele svých sousedů. Království se udrželo do roku 50, kdy byl Vannius svržen Vangiem a Sidem, syny Vanniovy sestry. Vannius se bránil, ale jeho spojenci svou nedisciplinovaností způsobili jeho porážku. Vanniovi se podařilo uprchnout do exilu do Panonie na území kontrolované Římany.
Území mezi Moravou a Váhem poté přitahovalo kmeny Lugiů i jiných germánských kmenů kvůli bohatství, které se Vanniovi podařilo během třicetiletého fungování státního útvaru nashromáždit. Vannius drancováním vybudoval opulentní říši. Vlády v rozpadajícím se království se ujali Vangio a Sido.